# 8.ª etapa de la Vuelta a España 2021
La 8.ª etapa de la Vuelta a España 2021 tuvo lugar el 21 de agosto de 2021 entre Santa Pola y La Manga del Mar Menor sobre un recorrido de 173,7 km y fue ganada al esprint por el neerlandés Fabio Jakobsen del equipo Deceuninck-Quick Step. El esloveno Primož Roglič consiguió mantener el liderato un día más.

## Clasificación de la etapa
| Santa Pola - La Manga del Mar Menor | etapa llana | (173,7 km) |

| \| Clasificación de la etapa \| Clasificación de la etapa \| Clasificación de la etapa \| Clasificación de la etapa \| Clasificación de la etapa \| \| Ciclista \| Ciclista \| Equipo \| Tiempo \| \| \| ------------------------- \| ------------------------- \| ------------------------- \| ------------------------- \| ------------------------- \| \| 1.º \| Fabio Jakobsen \| Deceuninck-Quick Step \| 3 h 56 min 05 s \| \| \| 2.º \| Alberto Dainese \| Team DSM \| + 0 s \| \| \| 3.º \| Jasper Philipsen \| Alpecin-Fenix \| + 0 s \| \| \| 4.º \| Jordi Meeus \| Bora-Hansgrohe \| + 0 s \| \| \| 5.º \| Itamar Einhorn \| Israel Start-Up Nation \| + 0 s \| \| \| 6.º \| Arnaud Démare \| Groupama-FDJ \| + 0 s \| \| \| 7.º \| Michael Matthews \| BikeExchange \| + 0 s \| \| \| 8.º \| Martin Laas \| Bora-Hansgrohe \| + 0 s \| \| \| 9.º \| Piet Allegaert \| Cofidis \| + 0 s \| \| \| 10.º \| Jon Aberasturi \| Caja Rural-Seguros RGA \| + 0 s \| \| |                  |                        |                 |
| |                  |                        |                 |
| Fuente: ProCyclingStats |                  |                        |                 |
| Clasificación de la etapa |                  |                        |                 |
| Ciclista | Ciclista         | Equipo                 | Tiempo          |
| 1.º | Fabio Jakobsen   | Deceuninck-Quick Step  | 3 h 56 min 05 s |
| 2.º | Alberto Dainese  | Team DSM               | + 0 s           |
| 3.º | Jasper Philipsen | Alpecin-Fenix          | + 0 s           |
| 4.º | Jordi Meeus      | Bora-Hansgrohe         | + 0 s           |
| 5.º | Itamar Einhorn   | Israel Start-Up Nation | + 0 s           |
| 6.º | Arnaud Démare    | Groupama-FDJ           | + 0 s           |
| 7.º | Michael Matthews | BikeExchange           | + 0 s           |
| 8.º | Martin Laas      | Bora-Hansgrohe         | + 0 s           |
| 9.º | Piet Allegaert   | Cofidis                | + 0 s           |
| 10.º | Jon Aberasturi   | Caja Rural-Seguros RGA | + 0 s           |

## Clasificaciones al final de la etapa

### Clasificación general
| \| Clasificación general \| Clasificación general \| Clasificación general \| Clasificación general \| Clasificación general \| \| Ciclista \| Ciclista \| Equipo \| Tiempo \| \| \| --------------------- \| --------------------- \| --------------------- \| --------------------- \| --------------------- \| \| 1.º \| Primož Roglič \| Jumbo-Visma \| 29 h 14 min 40 s \| \| \| 2.º \| Felix Großschartner \| Bora-Hansgrohe \| + 8 s \| \| \| 3.º \| Enric Mas \| Movistar Team \| + 25 s \| \| \| 4.º \| Miguel Ángel López \| Movistar Team \| + 36 s \| \| \| 5.º \| Jan Polanc \| UAE Team Emirates \| + 38 s \| \| \| 6.º \| Egan Bernal \| Ineos Grenadiers \| + 41 s \| \| \| 7.º \| Jack Haig \| Bahrain Victorious \| + 57 s \| \| \| 8.º \| Sepp Kuss \| Jumbo-Visma \| + 59 s \| \| \| 9.º \| Aleksandr Vlásov \| Astana-Premier Tech \| + 1 min 06 s \| \| \| 10.º \| Adam Yates \| Ineos Grenadiers \| + 1 min 22 s \| \| |                     |                     |                  |
| |                     |                     |                  |
| Fuente: ProCyclingStats |                     |                     |                  |
| Clasificación general |                     |                     |                  |
| Ciclista | Ciclista            | Equipo              | Tiempo           |
| 1.º | Primož Roglič       | Jumbo-Visma         | 29 h 14 min 40 s |
| 2.º | Felix Großschartner | Bora-Hansgrohe      | + 8 s            |
| 3.º | Enric Mas           | Movistar Team       | + 25 s           |
| 4.º | Miguel Ángel López  | Movistar Team       | + 36 s           |
| 5.º | Jan Polanc          | UAE Team Emirates   | + 38 s           |
| 6.º | Egan Bernal         | Ineos Grenadiers    | + 41 s           |
| 7.º | Jack Haig           | Bahrain Victorious  | + 57 s           |
| 8.º | Sepp Kuss           | Jumbo-Visma         | + 59 s           |
| 9.º | Aleksandr Vlásov    | Astana-Premier Tech | + 1 min 06 s     |
| 10.º | Adam Yates          | Ineos Grenadiers    | + 1 min 22 s     |

### Clasificación por puntos
| Clasificación por puntos | Clasificación por puntos | Clasificación por puntos | Clasificación por puntos | Clasificación por puntos |
| Ciclista                 | Ciclista                 | Equipo                   | Puntos                   |                          |
| ------------------------ | ------------------------ | ------------------------ | ------------------------ | ------------------------ |
| 1.º                      | Fabio Jakobsen           | Deceuninck-Quick Step    | 180 pts                  |                          |
| 2.º                      | Jasper Philipsen         | Alpecin-Fenix            | 164 pts                  |                          |
| 3.º                      | Arnaud Démare            | Groupama-FDJ             | 74 pts                   |                          |
| 4.º                      | Alberto Dainese          | Team DSM                 | 73 pts                   |                          |
| 5.º                      | Michael Matthews         | BikeExchange             | 70 pts                   |                          |
| 6.º                      | Magnus Cort              | EF Education-Nippo       | 67 pts                   |                          |
| 7.º                      | Primož Roglič            | Jumbo-Visma              | 54 pts                   |                          |
| 8.º                      | Alex Aranburu            | Astana-Premier Tech      | 52 pts                   |                          |
| 9.º                      | Piet Allegaert           | Cofidis                  | 45 pts                   |                          |
| 10.º                     | Jordi Meeus              | Bora-Hansgrohe           | 42 pts                   |                          |

### Clasificación de la montaña
| Clasificación de la montaña | Clasificación de la montaña | Clasificación de la montaña        | Clasificación de la montaña | Clasificación de la montaña |
| Ciclista                    | Ciclista                    | Equipo                             | Puntos                      |                             |
| --------------------------- | --------------------------- | ---------------------------------- | --------------------------- | --------------------------- |
| 1.º                         | Pavel Sivakov               | Ineos Grenadiers                   | 16 pts                      |                             |
| 2.º                         | Michael Storer              | Team DSM                           | 12 pts                      |                             |
| 3.º                         | Jack Haig                   | Bahrain Victorious                 | 11 pts                      |                             |
| 4.º                         | Romain Bardet               | Team DSM                           | 11 pts                      |                             |
| 5.º                         | Rein Taaramäe               | Intermarché-Wanty-Gobert Matériaux | 10 pts                      |                             |
| 6.º                         | Kenny Elissonde             | Trek-Segafredo                     | 10 pts                      |                             |
| 7.º                         | Sepp Kuss                   | Jumbo-Visma                        | 9 pts                       |                             |
| 8.º                         | Jan Polanc                  | UAE Team Emirates                  | 6 pts                       |                             |
| 9.º                         | Carlos Verona               | Movistar Team                      | 6 pts                       |                             |
| 10.º                        | Joe Dombrowski              | UAE Team Emirates                  | 6 pts                       |                             |

### Clasificación de los jóvenes
| Clasificación del mejor joven | Clasificación del mejor joven | Clasificación del mejor joven | Clasificación del mejor joven | Clasificación del mejor joven |
| Ciclista                      | Ciclista                      | Equipo                        | Tiempo                        |                               |
| ----------------------------- | ----------------------------- | ----------------------------- | ----------------------------- | ----------------------------- |
| 1.º                           | Egan Bernal                   | Ineos Grenadiers              | 29 h 15 min 21 s              |                               |
| 2.º                           | Aleksandr Vlásov              | Astana-Premier Tech           | + 25 s                        |                               |
| 3.º                           | Gino Mäder                    | Bahrain Victorious            | + 2 min 11 s                  |                               |
| 4.º                           | Juan Pedro López              | Trek-Segafredo                | + 2 min 22 s                  |                               |
| 5.º                           | Clément Champoussin           | AG2R Citroën Team             | + 4 min 54 s                  |                               |
| 6.º                           | Rémy Rochas                   | Cofidis                       | + 7 min 36 s                  |                               |
| 7.º                           | Jefferson Cepeda              | Caja Rural-Seguros RGA        | + 10 min 28 s                 |                               |
| 8.º                           | Michael Storer                | Team DSM                      | + 11 min 25 s                 |                               |
| 9.º                           | Steff Cras                    | Lotto-Soudal                  | + 13 min 42 s                 |                               |
| 10.º                          | Andreas Kron                  | Lotto-Soudal                  | + 16 min 51 s                 |                               |

### Clasificación por equipos
| Clasificación por equipos | Clasificación por equipos          | Clasificación por equipos | Clasificación por equipos |
| Equipo                    | Equipo                             | Tiempo                    |                           |
| ------------------------- | ---------------------------------- | ------------------------- | ------------------------- |
| 1.º                       | Movistar Team                      | 87 h 42 min 27 s          |                           |
| 2.º                       | Ineos Grenadiers                   | + 2 min 10 s              |                           |
| 3.º                       | Bahrain Victorious                 | + 4 min 19 s              |                           |
| 4.º                       | UAE Team Emirates                  | + 4 min 26 s              |                           |
| 5.º                       | Jumbo-Visma                        | + 7 min 41 s              |                           |
| 6.º                       | Intermarché-Wanty-Gobert Matériaux | + 13 min 59 s             |                           |
| 7.º                       | Team DSM                           | + 17 min 42 s             |                           |
| 8.º                       | AG2R Citroën Team                  | + 18 min 11 s             |                           |
| 9.º                       | Trek-Segafredo                     | + 18 min 26 s             |                           |
| 10.º                      | Astana-Premier Tech                | + 21 min 15 s             |                           |

## Abandonos
Davide Cimolai no completó la etapa.